# Isjim (stad)
Isjim (Russisch: Ишим) is een stad in het zuiden van de Russische oblast Tjoemen in West-Siberië en vormt het bestuurlijk centrum van het gelijknamige district Isjimski. Het aantal inwoners bedroeg 67.757 bij de Russische volkstelling van 2002.

## Geografie
De stad ligt op 313 kilometer ten zuidoosten van Tjoemen en 90 kilometer ten noorden van de grens met Kazachstan aan de gelijknamige rivier Isjim en aan een tak van de Trans-Siberische spoorlijn (2428e kilometer van Moskou). Isjim vormt het eindpunt van de Europese hoofdweg E22, die vanuit Holyhead in Wales (VK) in oostelijke richting via Nederland, Duitsland, Zweden en Letland Rusland bereikt en verder oostwaarts voert door de Oeral naar Siberië en officieel eindigt in Isjim. In de noord-zuidrichting vertrekt vanuit Isjim de Europese weg 125 in de richting van de Kazachse stad Petropavl. Bij de stad bevindt zich verder een regionaal vliegveld.

### Klimaat
De stad heeft een typisch Siberisch landklimaat met temperaturen die in de winter kunnen dalen tot –48 °C en in de zomer kunnen oplopen tot 42 °C. De wegen kunnen in de winter dagenlang worden geblokkeerd door sneeuw en daarmee de bevolking afsluiten van de buitenwereld. Ook de elektriciteit valt dan weleens uit. De Boeran-wind kan zowel in de zomer als de winter voorkomen en kan daarbij schade veroorzaken. In de lente zorgen de smeltende sneeuw en wekenlange regens vaak voor grote overstromingen.

## Geschiedenis
De plaats werd gesticht door kozakken in de tweede helft van de 17e eeuw als de versterking en handelspost Korkina sloboda aan de rivier de Isjim in het eerder door de Russen veroverde kanaat Sibir. De naam 'Korkina' is afkomstig van een Russische bijnaam en begin-18e-eeuws. In 1782 kreeg het van tsarina Catharina de Grote de status van oejezdstad binnen de namestnitsjestvo Tjoemen (en later binnen het gouvernement Tjoemen) en de huidige naam Isjim. De stad groeide uit tot een handelscentrum door haar ligging aan de Siberische Trakt en het feit dat de stad vanaf de 18e eeuw uitgroeide tot het centrum van het (nog altijd) grootste landbouwgebied van West-Siberië. In 1721 ontstond een kleine boerenmarkt die al snel uitgroeide tot de Nikolskojmarkt, waar in de hoogtijdagen elk jaar in december ruim 2000 handelaren uit Siberië, de Trans-Oeral en Centraal-Azië naartoe kwamen om er producten als reuzel, boter, leer en bont te verkopen en die de belangrijkste inkomstenbron voor de stad vormde. Begin 20e eeuw behoorde de markt tot de 14 grootste van het Russische Rijk. De markt werd echter gesloten na de Russische Revolutie, maar werd in 2003 heropend en wordt nu eenmaal per jaar in december gehouden.
Na de Veldtocht van Napoleon naar Rusland en de Januariopstand werden veel Polen verbannen naar Siberië en kwamen zo ook in Isjim terecht, waar daardoor een grote Poolse bevolkingsgroep ontstond. Er ontstonden Poolse organisaties die zich wilden bevrijden van het tsaristische juk en op 25 juni 1866 werd de Poolse republiek Svobodoslavia opgericht. Deze opstand werd echter na een maand met geweld neergeslagen. In 1913 werd de spoorlijn van Tjoemen naar Omsk door de stad aangelegd, die nu onderdeel vormt van de Trans-Siberische spoorlijn.
Tijdens de Russische Burgeroorlog vormde de regio rond Isjim onder invloed van het Siberisch separatisme het centrum van de Siberische boerenopstand van 1921. De opstandelingen wisten de spoorlijn tussen Isjim en Tjoemen onder controle te krijgen, maar de beide steden konden ze niet veroveren. De opstand werd al snel neergeslagen met zeer veel doden tot gevolg, maar kleinere opstanden in het gebied vonden tot 1923 plaats. In de jaren 20 en 30 werd tijdens de eerste vijfjarenplannen de eerste industrie gevormd in de stad op basis van traditionele reeds bestaande bedrijven. Op 21 februari 1940 werd de stad onder oblastjurisdictie geplaatst. Tijdens de Tweede Wereldoorlog werden meerdere fabrieken uit Europees Rusland naar de stad overgebracht, die de industriële basis van de stad gingen vormen na de oorlog.
Met de groei van de stad werden omliggende plaatsen geannexeerd, zoals Aleksejevski en Novoserebrjannikovski (Novoserebjanski) in 1928, Serebjanka en een deel van het dorp Zjiljakovka in 1956 en de dorpen Dymkovka en Smirnovka in 1973.
In 1990 kreeg Isjim de status van 'historische stad'.

## Economie en onderwijs
Isjim vormt een centrum voor de textiel- en levensmiddelenindustrie (schoenen-, naai- en meubelfabrieken respectievelijk vlees- en broodkombinaten). Er bevindt zich een machinefabriek (Isjimselmasj), waar opleggers worden geproduceerd, een machinefabriek waar spoormateriaal wordt gerepareerd en een fabriek waar bouwmaterialen worden gemaakt.
De werkloosheid ligt er relatief laag. In de stad bevinden zich meerdere basis- en middelbare scholen, vakscholen (pedagogisch en medisch instituut) en afdelingen van het Petrochemisch Instituut, het Architectuurinstituut uit Tjoemen en van de Staatsuniversiteit van Tjoemen.
De stad vormt het centrum van een landbouwregio waar tarwe, rogge, gierst, haver en boekweit wordt verbouwd.

## Cultuur en wetenswaardigheden
Het stadsbeeld van Isjim wordt bepaald door veel typische sovjetflats en communistische gedenktekens, zoals van Lenin. Net zoals bij zoveel Russische steden bezitten ook hier veel inwoners een datsja buiten de stad. In de stad bevinden zich de Bogojavlenski-kathedraal uit 1793 en een streekmuseum.
Aan de rivier bevindt zich een strand waar de bevolking in de zomer naartoe trekt om er te recreëren. Nabij de stad ligt ook het natuurmonument Sinitsinski bor, een relictbos met zeldzame plantsoorten (onder andere varens).
| 1897  | 1939   | 1959   | 1970   | 1979   | 1989   | 2002   |
| ----- | ------ | ------ | ------ | ------ | ------ | ------ |
| 7.200 | 31.000 | 47.800 | 56.200 | 62.500 | 66.373 | 67.757 |

## Geboren
- Nikolaj Anikin (1932-2009), skilanglaufer
- Boris Sjachlin (1932-2008), turner
- Jegor Silin (1988), wielrenner

Bestuurlijk centrum: Tjoemen

Isjim · Jaloetorovsk · Tobolsk · Zavodo-oekovsk